# Liciniano de Cartagena

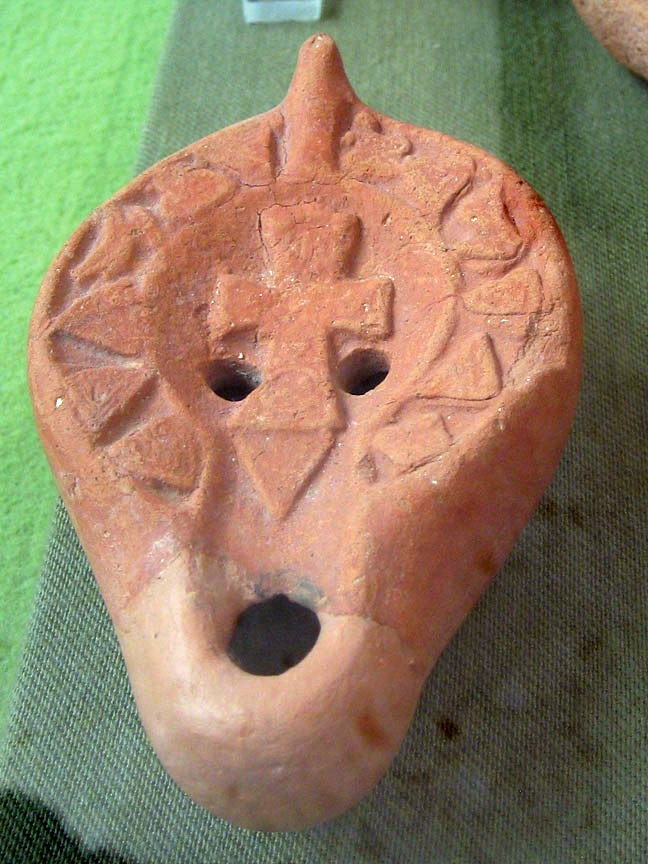
Lucerna bizantina. Museo Arqueológico de Cartagena.

Liciniano (Cartagena, c. 554 - Constantinopla, 602) fue arzobispo de la Diócesis Cartaginense durante la dominación bizantina de Cartagena, entonces llamada Carthago Spartaria.
Tenemos varias noticias de Liciniano sobre todo por Isidoro de Sevilla, que lo alabó en De viris illustribus y en Descriptoribus ecclesiasticis.
Es autor de varios escritos de carácter teológico y de influencia platónica y agustiniana, de los que sólo se conservan tres cartas.
- Epístola al papa Gregorio Magno.
- Epístola al diácono Epifanio.
- Carta al obispo Vicente de Ibiza.

Fue desterrado por el rey Leovigildo, y marchó a Constantinopla, capital del Imperio bizantino, donde fue asesinado, parece que por envenenamiento.
Habitualmente se dice que Liciniano es desterrado por Leovigildo, pero esto no pudo ser así por tres cuestiones:
1. Porque Leovigildo ya había muerto cuando Liciniano va a Constantinopla.
2. Reinaba Recaredo.
3. La última y más importante. Suponiendo que Leovigildo hubiese vivido, el rey visigodo no podía desterrar al arzobispo metropolitano de Cartagena, que en ese momento, era la capital de la provincia de Spania, bajo soberanía bizantina.

No se sabe con certeza, pero probablemente, a quién desterró Leovigildo fuera a Leandro de Sevilla, a la sazón arzobispo hispalense.